# آلان أندرسون
آلان أندرسون (بالإنجليزية: Alan Anderson)‏ مواليد 16 أكتوبر 1982، هو لاعب كرة سلة أمريكي يلعب مع فريق بروكلين نتس في الرابطة الوطنية لكرة السلة ويحمل الرقم 6. يبلغ طوله 6 قدم 6 بوصة (2.0 م).

## فرق لعب لها
- شارلوت هورنتس
- شارلوت هورنتس

## روابط خارجية
- آلان أندرسون على موقع الدوري الأوروبي لكرة السلة (الإنجليزية)
- آلان أندرسون على موقع إن بي أي (الإنجليزية)
- آلان أندرسون على موقع سبورتس رفرنس (الإنجليزية)
- آلان أندرسون على موقع الدوري الإسباني لكرة السلة (الإسبانية)
- آلان أندرسون على موقع كرة السلة الأوروبية.كوم (الإنجليزية)
- آلان أندرسون على موقع إي إس بي إن.كوم (الإنجليزية)
- آلان أندرسون على موقع كلية كرة السلة في سبورتس رفرنس.كوم (الإنجليزية)
- آلان أندرسون على موقع ريلجم (الإنجليزية)
- آلان أندرسون على موقع بروبوليرز (الإنجليزية)
- آلان أندرسون على موقع سبورتس رفرنس (الإنجليزية)